# アル・プラザ野洲
アル・プラザ野洲（アル・プラザやす）は、滋賀県野洲市小篠原1000番地にある平和堂のショッピングセンター。

## 店舗概要
- 規模：平和堂と約20の専門店
- 建物構造：地上3階建て（1階・2階＝売場、3階・R階＝駐車場）
- 所在地：滋賀県野洲市小篠原1000番地
- 営業時間：午前9時30分から午後8時30分まで

## フロア構成

### 売場
| 階   | アル・プラザ野洲フロア概要         |
| ---- | ---------------------------------- |
| 屋上 | 駐車場                             |
| 3階  | 駐車場                             |
| 2階  | ファッションとキッズくらしのフロア |
| 1階  | 食料品とくらしのフロア             |

### 駐車場
- 平面駐車場と立体駐車場（3階・屋上）がある。

### 主なテナント
- モスバーガー
- 肉処 大久保
- パリ・クロアッサン（ベーカリー）
- とんかつ亭 太郎
- ふたば書房
- FLOWER HOUSE UDA
- メガネのパリミキ

- マックハウス
- ソフトバンクショップ
- カーブス
- イシオカ楽器（音楽教室）
- ダイソー
- サンドラッグ
- QBハウス

## 沿革
- 1999年（平成11年）12月17日 - 開業[1]。
- 2022年（令和4年）
  - 6月24日 - 店舗改装が完了し、リフレッシュオープン。ダイソーの店舗規模が拡大し、同日ダイソーの姉妹ブランドであるスリーピー（300円ショップ）もオープンした[2]。
  - 8月29日 - サンドラッグが開店する[3]。